# Hochenwarths Goldeule
 Hochenwarths Goldeule  (Syngrapha hochenwarthi) ist ein Schmetterling (Nachtfalter) aus der Familie der Eulenfalter (Noctuidae).

## Merkmale
Hochenwarths Goldeule ist ein Falter aus der Unterfamilie der Goldeulen und gehört mit einer Flügelspannweite von 24 bis 30 Millimetern zu deren kleineren Vertretern. Die Vorderflügel sind in verschiedenen Brauntönen gefärbt, haben einige markante Linien und besitzen – wie bei vielen Arten der Unterfamilie Plusiinae – eine charakteristische metallische Zeichnung auf den Vorderflügeln, in diesem Fall in Form eines länglichen Tropfens, der silberweiß gefärbt ist. Das Mittelfeld und die Flügelspitze sind dunkelbraun. Die Hinterflügel sind gelb mit einer dunklen Außenbinde. Ähnliche Arten, die ebenfalls gelbe Hinterflügel und vergleichbare Zeichnungen besitzen, sind Syngrapha devergens sowie die Moor-Goldeule (Syngrapha microgamma). Unterscheiden kann man die Arten an der stärker gezackten Außenlinie der Vorderflügel bei  devergens, bzw. dem Fehlen einer solchen bei microgamma. Die zeichnungsmäßig ebenfalls ähnliche Lärchen-Goldeule (Syngrapha ain) ist aufgrund der größeren Flügelspannweite gut zu unterscheiden. Der Körper von Syngrapha hochenwarthi  ist pelzig behaart und besitzt einige Haarbüschel. Der Rüssel ist gut ausgebildet.
Die Raupen sind von rotbrauner Farbe. Sie haben eine gelbliche Rückenlinie und ebenso gefärbte Nebenrückenlinien und Seitenstreifen. Die Puppe ist schwarzbraun. Der Kremaster ist lang, stielförmig und hat Riefen.

## Ähnliche Arten
- Lärchen-Goldeule (Syngrapha ain)
- Moor-Goldeule (Syngrapha microgamma)
- Syngrapha devergens

## Geographische Verbreitung und Lebensraum
Hochenwarths Goldeule kommt in den Alpen vor, wo sie in Höhen von 1.700 bis 2.500 Metern stellenweise zahlreich anzutreffen ist. Außerdem findet man die Art in gebirgigen Gegenden im Norden von Norwegen und Finnland sowie auch auf dem Balkan, dem Kaukasus, dem Ural und der Altai. Trockene Bergwiesen oberhalb der Baumgrenze sind das Hauptvorkommensgebiet.

## Lebensweise
Hochenwarths Goldeule fliegt am Tage über Almwiesen, wo die Falter gern an verschiedenen Blüten saugen. Die Raupen ernähren sich von den Blättern verschiedener Wegerich-Arten (Plantago). Sie überwintern zwei Mal und verpuppen sich in einem weißgrauen Gespinst. Die Falter fliegen von Juni bis September.

## Gefährdung
Die Art kommt in Deutschland in den bayerischen Alpen vor und wird in der Roten Liste gefährdeter Arten unter Kategorie V (d. h. auf der Vorwarnliste) geführt.